# S-кварк

s-кварк (від англ. strange — дивний) — одна з фундаментальних частинок у рамках теорії кварків та Стандартної моделі. Властивістю s-кварка є особливе квантове число (аромат) дивність. s-кварк не входить до складу стабільних частинок, таких як протон, але входить до складу каонів та гіперонів. Він ферміон зі спіном 1/2, його електричний заряд дорівнює -1/3. Античастинкою s-кварка є s-антикварк. Разом із c-кварком s-кварк входить до другого покоління фундаментальних частинок.
Припущення про існування кварків, а серед них і s-кварка, висловили в 1964 Маррі Гелл-Манн та Джордж Цвейг.